# Amerikaanse presidentsverkiezingen 1952
De Amerikaanse presidentsverkiezingen van 1952 werden gehouden op 4 november 1952 en waren de 42e Amerikaanse presidentsverkiezingen. Generaal Dwight D. Eisenhower uit Kansas, de voormalig opperbevelhebber van de geallieerden tijdens Tweede Wereldoorlog, en zijn "Running mate" senator Richard Nixon uit Californië de kandidaten van de Republikeinse Partij versloegen de kandidaten namens de Democratische Partij, gouverneur Adlai Stevenson II uit Illinois, een kleinzoon van voormalig vicepresident Adlai Stevenson I, en zijn "Running mate" senator John Sparkman uit Alabama. Waarna Eisenhower en Nixon respectief werden verkozen tot de 34e president van de Verenigde Staten en de 36e vicepresident van de Verenigde Staten.

## Presidentskandidaten

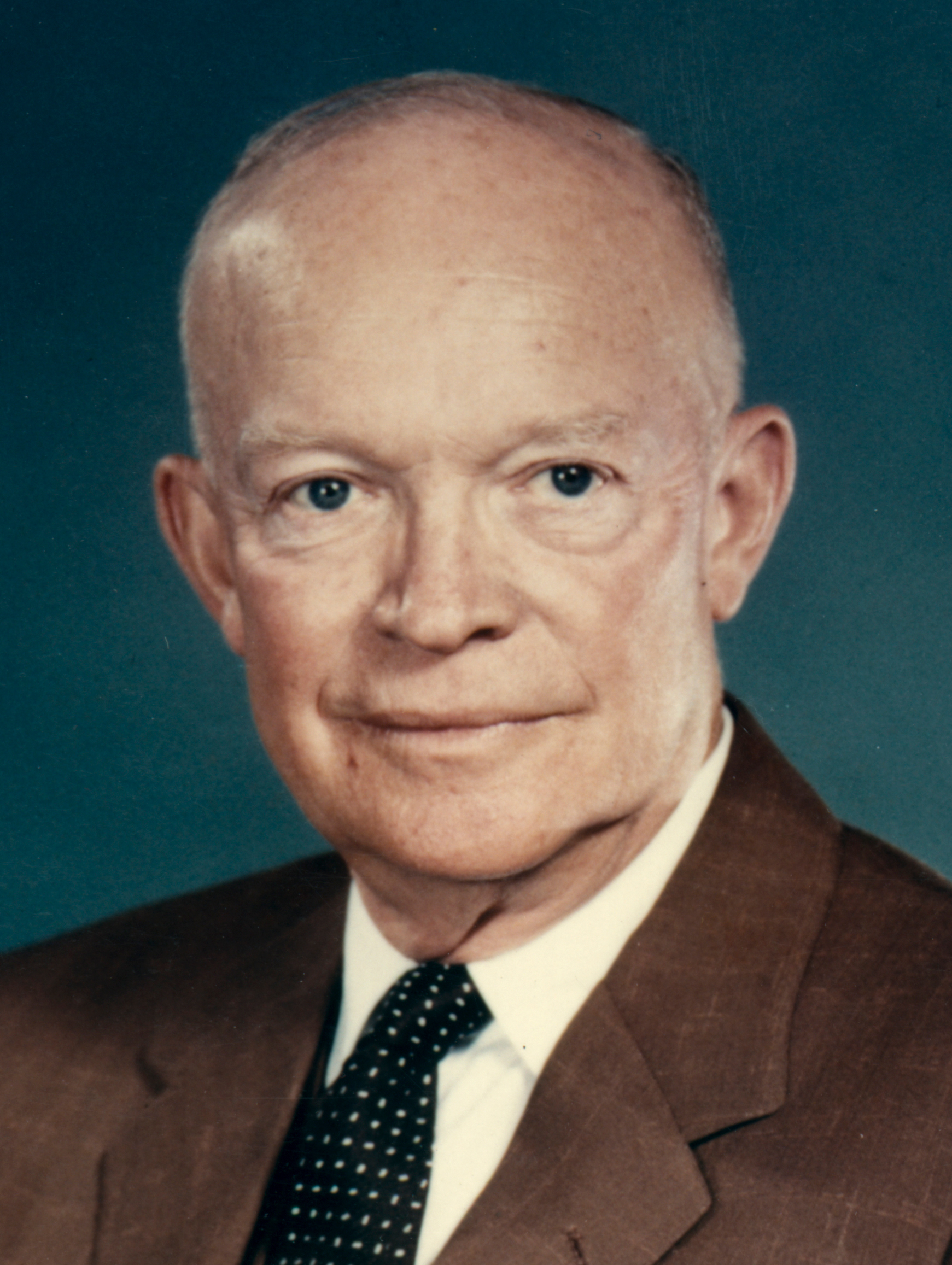
General of the Army Dwight D. Eisenhower uit Kansas[1] Republikeinse Partij
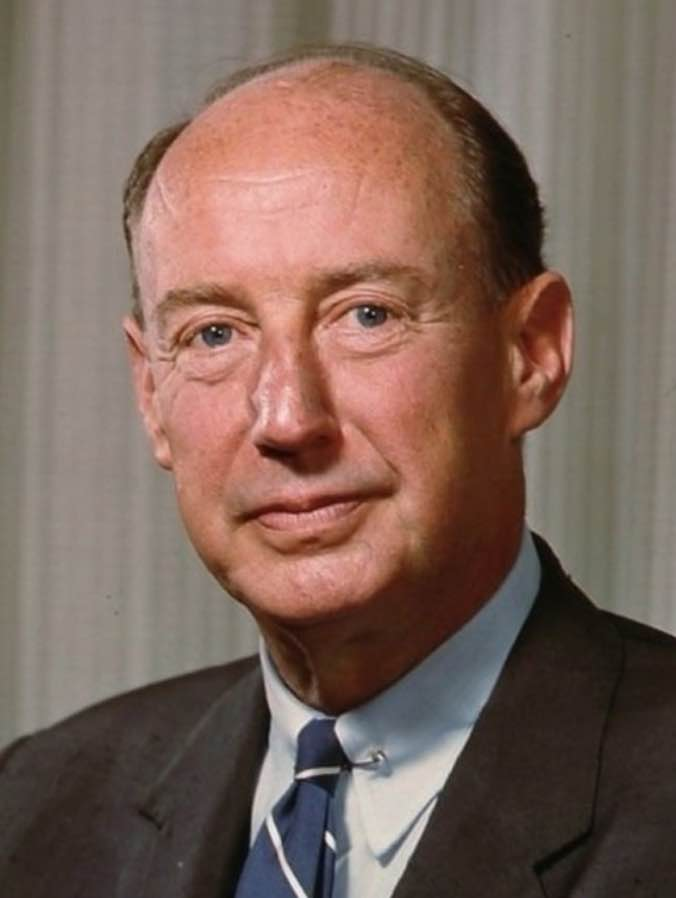
Gouverneur Adlai Stevenson II uit Illinois Democratische Partij

### Vicepresidentskandidaten

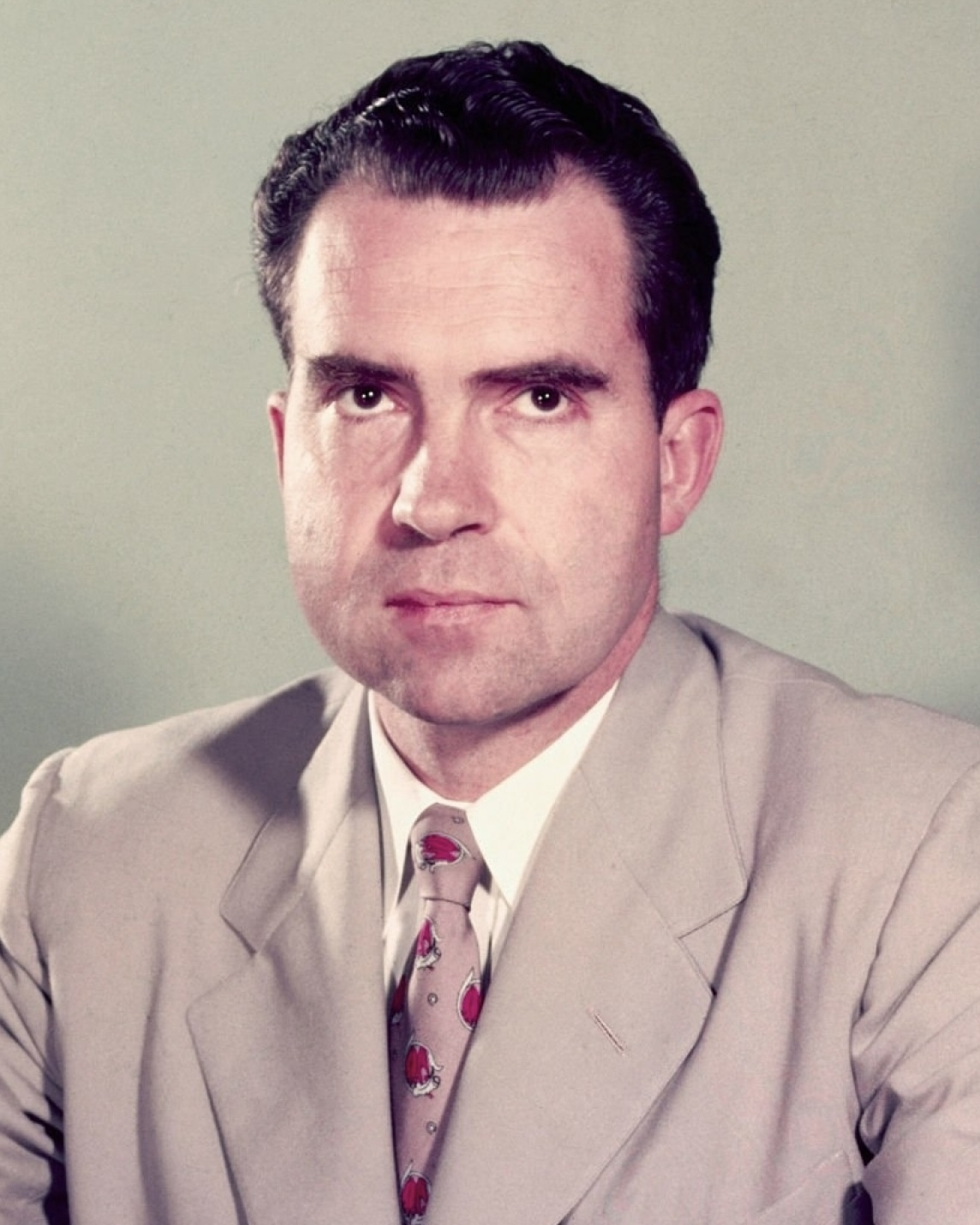
Senator Richard Nixon uit Californië Republikeinse Partij
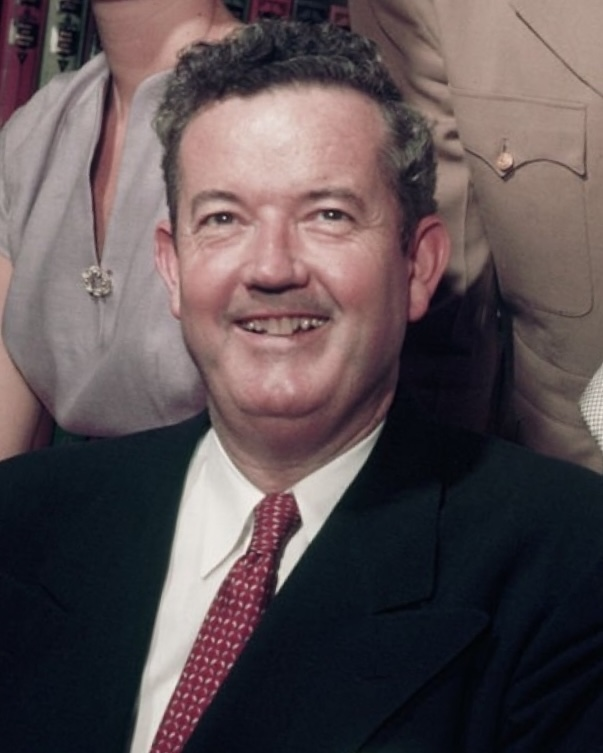
Senator John Sparkman uit Alabama Democratische Partij

## Andere kandidaten
Ook enkele kleine partijen stelden kandidaten voor het presidentschap:
- Vincent Hallinan, een advocaat uit Los Angeles van Ierse afkomst, vertegenwoordigde de Progressieve Partij. Opvallend was zijn running mate: Charlotta Bass, een gepensioneerd journalist en uitgever, de eerste zwarte vrouw op een presidentieel ticket.[2]
- Stewart Hamblen kwam op voor de Prohibition Party, een overblijfsel uit de tijd van de Drooglegging.
- Douglas McArthur, de voormalige opperbevelhebber in de Pacific tijdens en na de Tweede Wereldoorlog, probeerde tevergeefs zich met zijn Constitution Party te revancheren na zijn ontslag.

## Uitslag
| Presidentiële Kandidaat | Partij               | Staat              | Popular Vote       | Popular Vote       | Electoral Vote | Running Mate   | Running Mate's Staat | RM's Electoral Vote |
| Presidentiële Kandidaat | Partij               | Staat              | Stemmen            | Procent            | Electoral Vote | Running Mate   | Running Mate's Staat | RM's Electoral Vote |
| ----------------------- | -------------------- | ------------------ | ------------------ | ------------------ | -------------- | -------------- | -------------------- | ------------------- |
| Dwight D. Eisenhower    | Republikeinse Partij | Kansas             | 34.075.529         | 55,2%              | 442            | Richard Nixon  | Californië           | 442                 |
| Adlai Stevenson II      | Democratische Partij | Illinois           | 27.375.090         | 44,3%              | 89             | John Sparkman  | Alabama              | 89                  |
| Vincent Hallinan        | Progressieve Partij  | Californië         | 140.746            | 0,2%               | 0              | Charlotta Bass | New York             | 0                   |
| Stuart Hamblen          | Prohibition Partij   | Texas              | 73.412             | 0,1%               | 0              | Enoch Holtwick | Illinois             | 0                   |
| Douglas MacArthur       | Constitution Partij  | Wisconsin          | 17.205             | 0,0%               | 0              | Harry Byrd sr. | Virginia             | 0                   |
| Totaal                  | Totaal               | Totaal             | 61,769,147         | 100 %              | 531            |                |                      | 531                 |
| Nodig om te winnen      | Nodig om te winnen   | Nodig om te winnen | Nodig om te winnen | Nodig om te winnen | 266            |                |                      | 266                 |